# Emil von Sauer
Pour les articles homonymes, voir Sauer.
Emil Georg Konrad von Sauer est un pianiste et compositeur allemand, né à Hambourg le 8 octobre 1862 et mort à Vienne le 29 avril 1942.

## Biographie
Initié au piano par sa mère, il devint en 1879 l'élève de Nikolaï Rubinstein au Conservatoire de Moscou, puis de Liszt en 1884 et 1885 à Weimar. Professeur au Conservatoire de Vienne, il en fut même à la tête du département de piano de 1901 à 1907.
Né Emil Sauer, ce n'est qu'en 1917 qu'il prit le nom de von Sauer.
Le peintre français Albert Besnard en fit en 1910 un portrait en pied (localisation inconnue). Amateur de peinture, Emil von Sauer acheta le portrait de la comédienne Réjane du même Albert Besnard.
Siegfried Schultze(1897-1989), pianiste allemand naturalisé américain, fut son élève  

## Œuvres principales
- Concerto pour piano en mi mineur
- Concerto pour piano en ut mineur
- Sonate pour piano en ré majeur

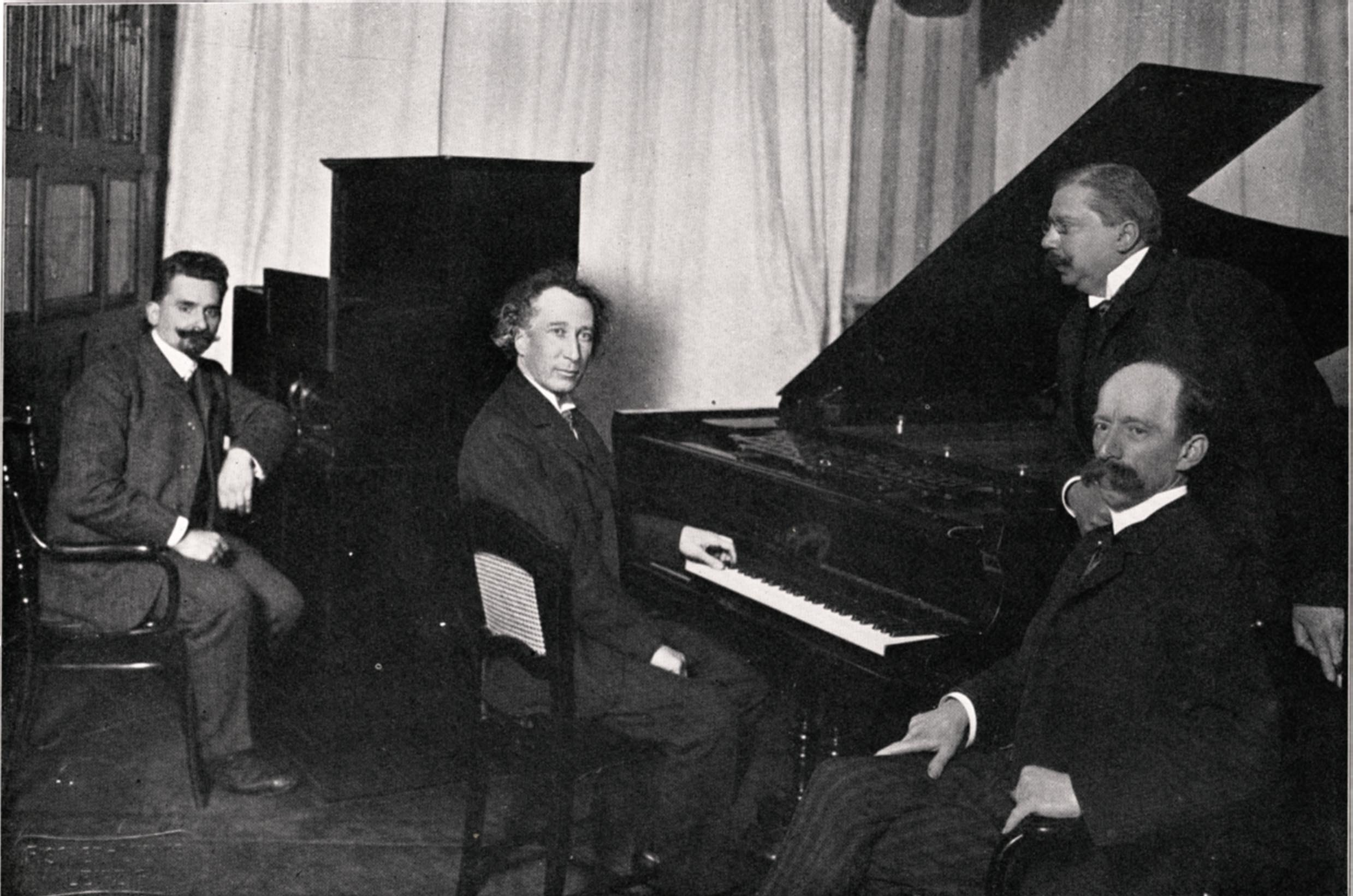
Emil von Sauer au piano, le 25 novembre 1905.

- Sonate pour piano en mi-bémol majeur
- Etudes de Concert
- Suite moderne
- Lieder

## Discographie
- The Complete Commercial Recordings pour Regals (espagnole), Vox (allemande), Odeon, Pathé et Columbia (1923/1930, 3CD Marston)

## Distinctions
Commandeur de la Légion d'honneur